# Iwan Zarewitsch

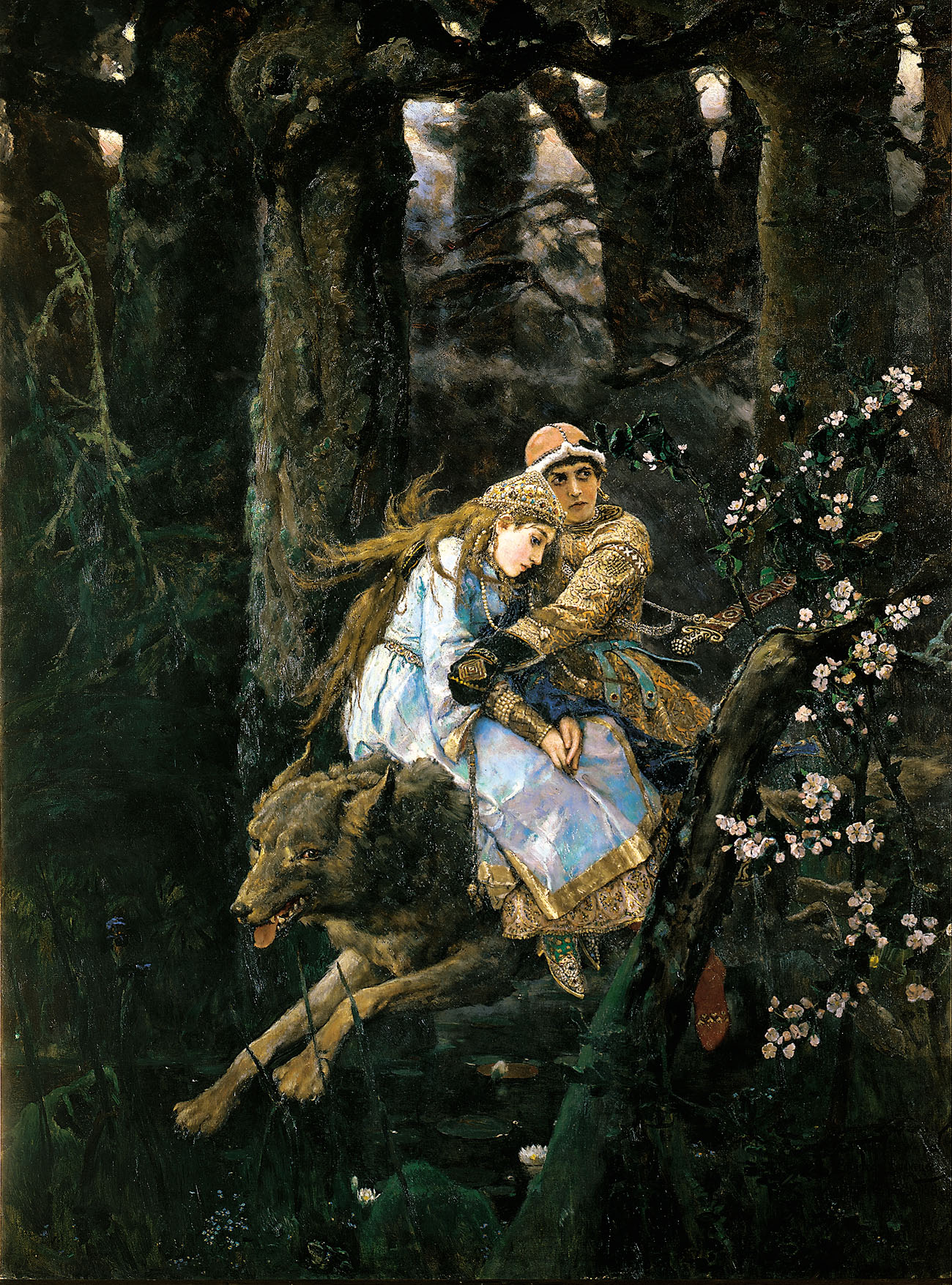
Iwan und die Prinzessin reiten auf dem grauen Wolf, gezeichnet von Wiktor Wasnezow.

Iwan Zarewitsch (russisch Иван Царевич oder Иван-царевич ‚Iwan, der Zarensohn‘) ist ein russischer Märchenheld. Er ist eine gute Figur und im Volk weit verbreitet.

## Beschreibung

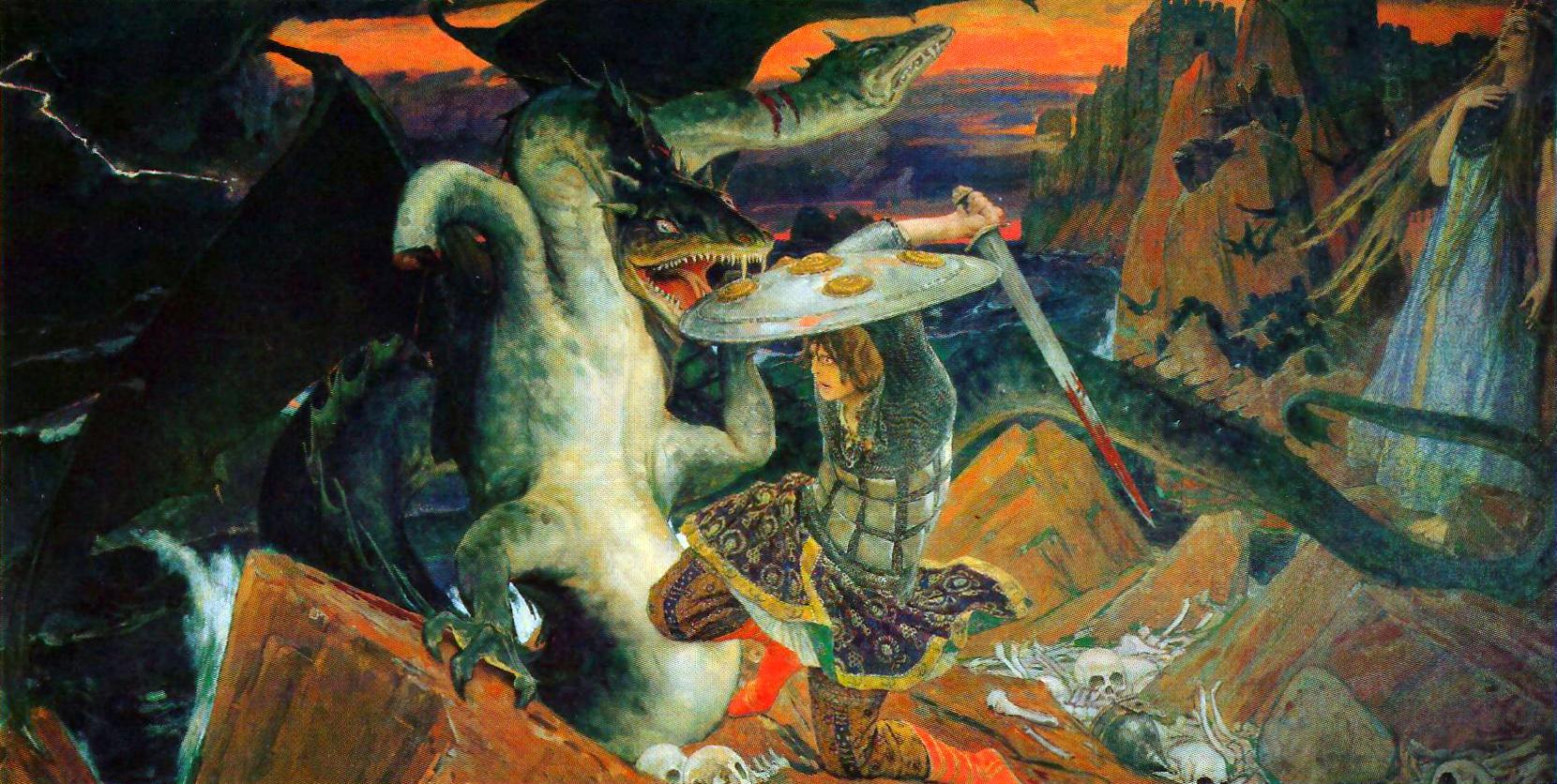
Iwan muss in einem seiner Abenteuer einen Drachen besiegen.

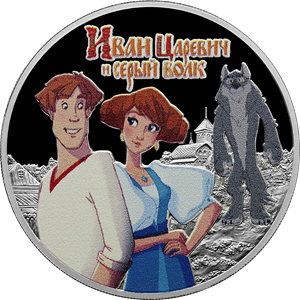
Iwan Zarewitsch auf einer russischen Rubel-Münze von 2022

Iwan ist meistens, jedoch nicht immer, der jüngste Sohn von dreien. In manchen Erzählungen heißt der eine seiner Brüder Piotr oder Dimitri und der andere Wassili. Er ist der Sohn des Zaren (daher auch der Name Zarewitsch = Zarensohn), aber auch hier variieren manche Geschichten. 
Iwan wird manchmal als mit magischen Fähigkeiten ausgestattet beschrieben, er soll das Schwert Kladenez (меч-кладенец) besitzen. Er bekommt in mehreren Märchen eine Frau, wie etwa Jelena die Schöne, Wasilisa die Weise oder Maria Morewna. Iwan muss auch neben der Rettung einer in Not geratenen Frau oftmals den bösen Koschei besiegen, sich mit dem grauen Wolf anfreunden oder einen Feuervogel fangen.

## Die Märchen
Einige berühmte Märchen mit Iwan Zarewitsch sind:
- Iwan Zarewitsch und der graue Wolf
- Die Froschkönigin
- Der Feuervogel
- Der Tod des Koschei